# أهر
اهر هي مدينة إيرانية تقع في محافظة أذربيجان الشرقية.
يبلغ عدد سكانها 85,782 حسب احصاء عام 2006 م. وقع يوم 23 رمضان 1433 هـ / 11 آب 2012 م زلزال قرب المدينة أودى بحياة 45 من أهلها.